# Tethering
Tethering (ook bekend als personal hotspot) in draadloze communicatie is de mogelijkheid om een apparaat zonder internetverbinding (zoals desktop, notebook, laptop of tablet) aan te sluiten op een smartphone met mobiel internet om zo toegang tot internet te verschaffen aan het apparaat zonder internetverbinding. Voorbeelden van een verbinding door tethering zijn:
- Seriële kabel
- USB-kabel
- PC Card (ook bekend als PCMCIA)
- IrDA (infrarood)
- Bluetooth
- Wifi